# Algena
Algena byl volně dostupný, kombinovaný, analgetický lék používaný v Československu od  50. let do 70 let. Nadměrné užívání léku často přecházelo v drogovou závislost. Algena se přestala vyrábět v roce 1973 a byla nahrazena kombinovanými přípravky s podobnými účinky jako Alnagon, Algenol, Dinyl. Vyráběl se ve Spojených farmaceutických závodech – SPOFA  v závodě Slovakofarma Hlohovec. 

## Balení
Lék byl distribuován v podobě 10 ks kulatých bílých tablet v bakelitové, plechové, později plastové červenobílé vysouvací krabičce. Do roku 1971 byl ve volném prodeji, poté z důvodu vzniku závislostí, už jen na lékařský předpis. 

## Složení léku
Dle zdroje v jedné tabletě:
- aminofenazon 300 mg  (na krabičce Amidopyrinum)
- fenacetin 150 mg (Phenacetinum)
- kofein 50 mg  (Coffeinum)
- aprobarbital 50 mg  (Allylisopropylbarbituricum)

## Dávkování
Doporučené dávkování bylo v rozsahu 1/2 - 1 tableta až 3 x denně.

## Indikace
Ženy Algenu používaly zejména při bolestech hlavy a menstruačních obtížích. Muži ji častěji zneužívali v kombinaci s alkoholem. Algena byla oblíbená pro svou účinnost při tlumení bolesti. Obsah aprobarbitalu, což je barbiturát s tlumivými účinky, vedl k riziku vzniku závislosti. Látky fenacetin a aminofenazon byly spojovány s vážnými vedlejšími účinky, včetně poškození jater, ledvin a krvetvorby. 